# Récolteuse

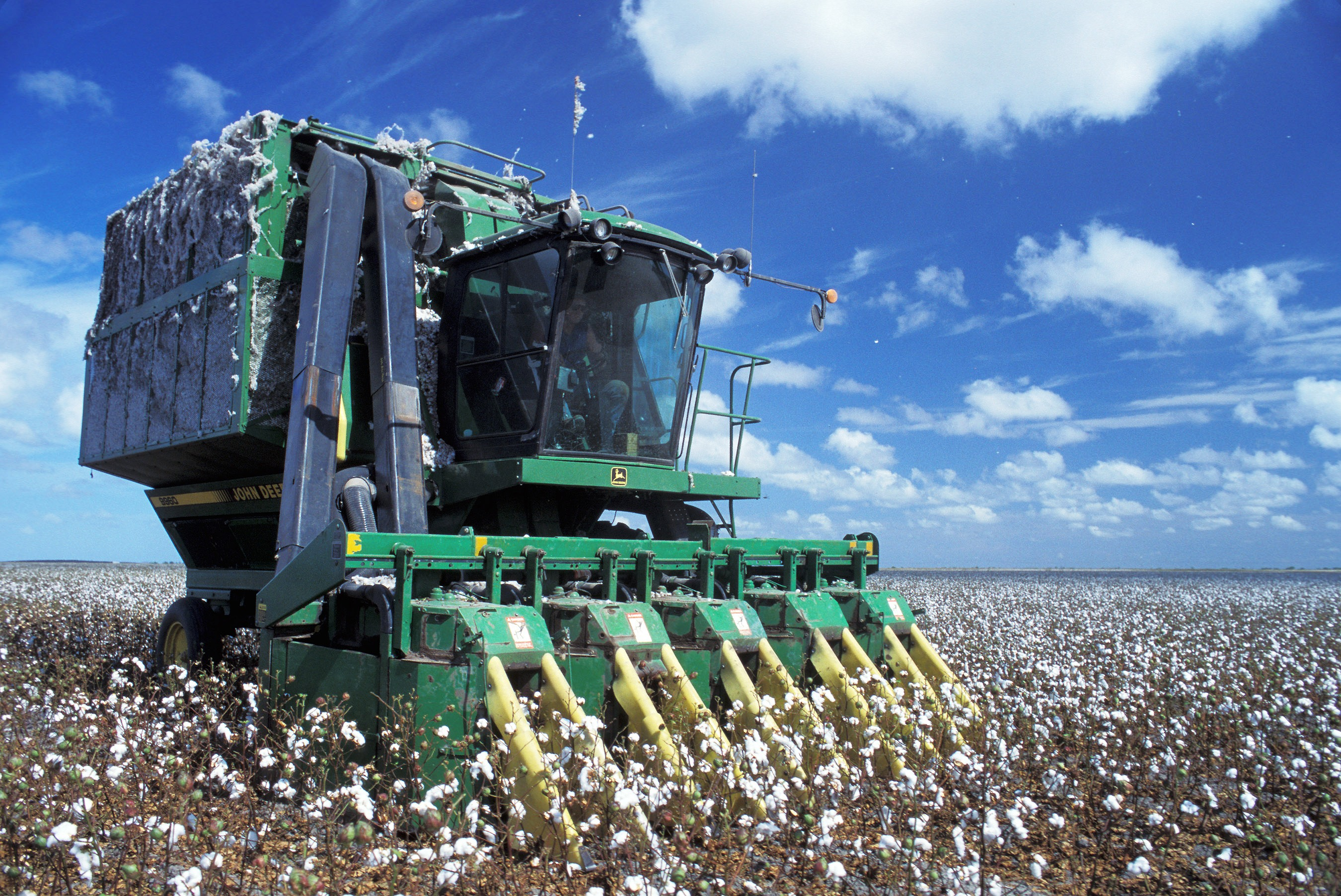
Récolteuse de coton.

Une récolteuse est une machine entraînée ou automotrice servant à récolter différents types de cultures. Elles peuvent être strictement spécialisées ou plus ou moins polyvalentes.
Le terme n'est généralement pas employé en français pour les machines de récolte communes telles que moissonneuses-batteuses pour céréales, graines de légumineuses et oléagineux, machines à vendanger, machines de fenaison, abatteuses d'arbres. Ainsi on parle de récolteuse-hâcheuse pour l'ensilage mais de ramasseuse-presse pour le foin ou la paille.

## Grandes cultures,horticultureindustrielle,arboriculture,algoculture

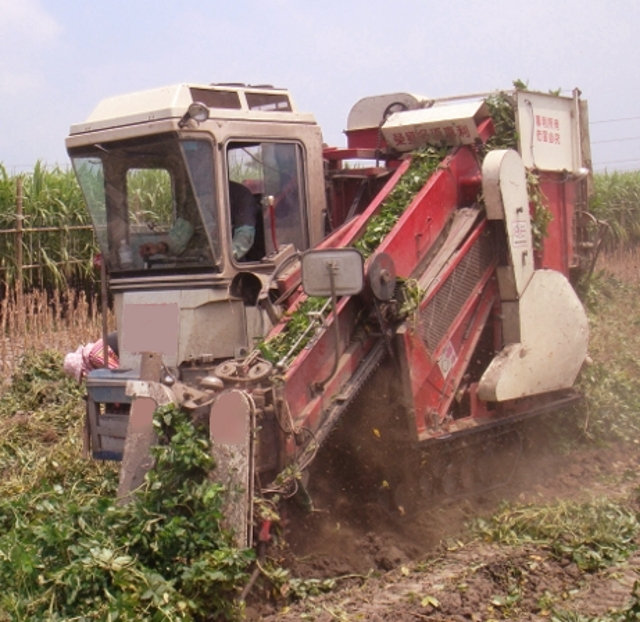
Récolteuse d'arachide.

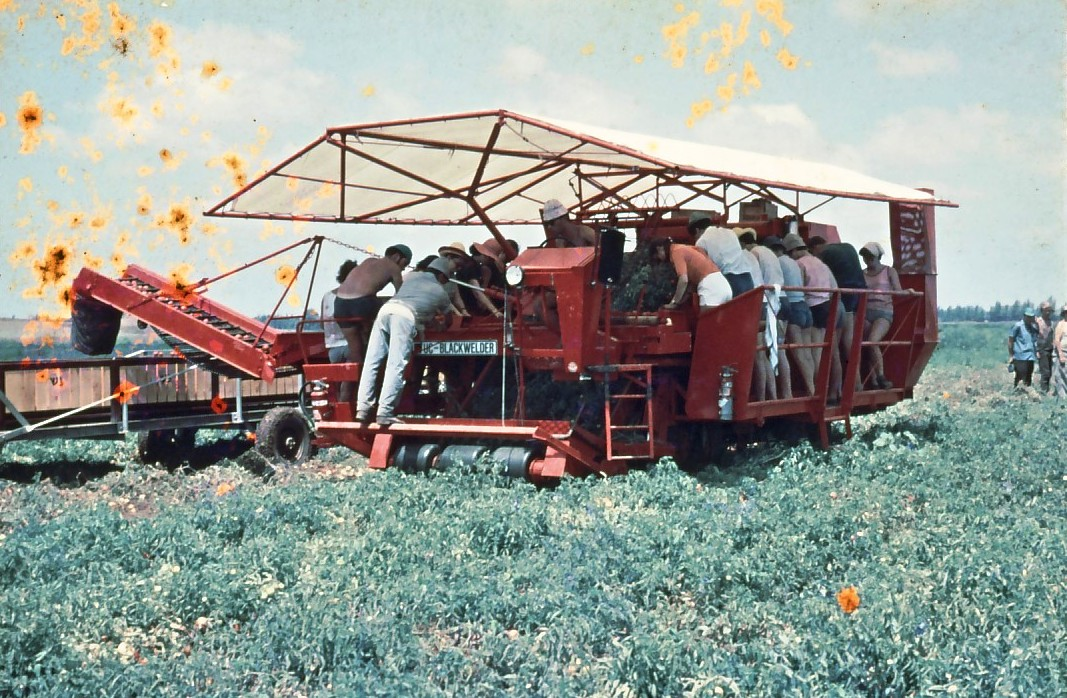
Récolteuse de tomates avec plate-forme de tri, Israël, 1968.

- Récolteuse-hacheuse de fourrages ou ensileuse
- Ramasseuse-chargeuse de fourrage
- Récolteuse-épanouilleuse de maïs ou corn-picker ou cueilleur-épanouilleur.
- Récolteuse-égreneuse de maïs ou corn-sheller ou cueilleur-égreneur.
- Récolteuse de coton.
- Récolteuse d'arachide.
- Récolteuse de canne à sucre (proche des ensileuses à maïs).
- Récolteuse de café (sur l'arbuste, proche des machines à vendanger).
- Récolteuse de tomates pour l'industrie.
- Récolteuse de pommes de terre ou récolteuse-arracheuse de plantes à tubercules et rhizomes.
- Arracheuse-effeuilleuse-décolleteuse de betteraves, dite aussi « intégrale » lorsqu'elle est munie d'une trémie.
- Récolteuse-effeuilleuse ou arracheuse de légumes-racines (carottes, panais, racines d'endives, etc.).
- Récolteuse-effeuilleuse ou souleveuse de bulbes (oignons, tulipes…) et légumes ronds peu enterrés.
- Récolteuse-équeuteuse d'ail.
- Récolteuse de graines de courge (après andainage des fruits)[1].
- Récolteuse de fruits à coque, cerises de café et olives au sol.
- Récolteuse de pommes à cidre.
- Récolteuse d'algues (embarcation, machine de rive et de bassin).

Les machines procédant par arrachage, soulevage ou balayage au sol effectuent de plus un début de nettoyage.

## Maraîchageet horticulture

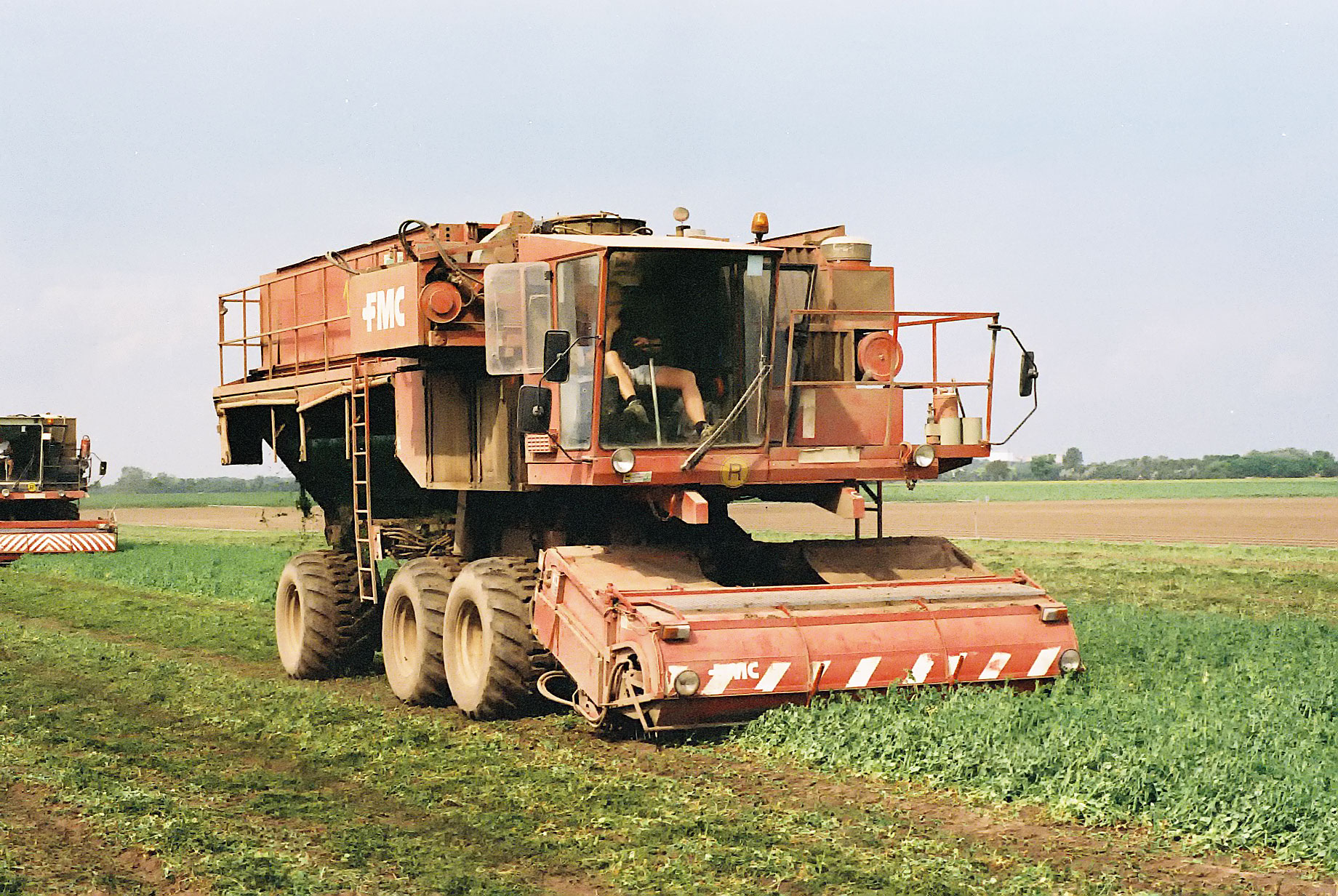
Récolteuse de petits pois.

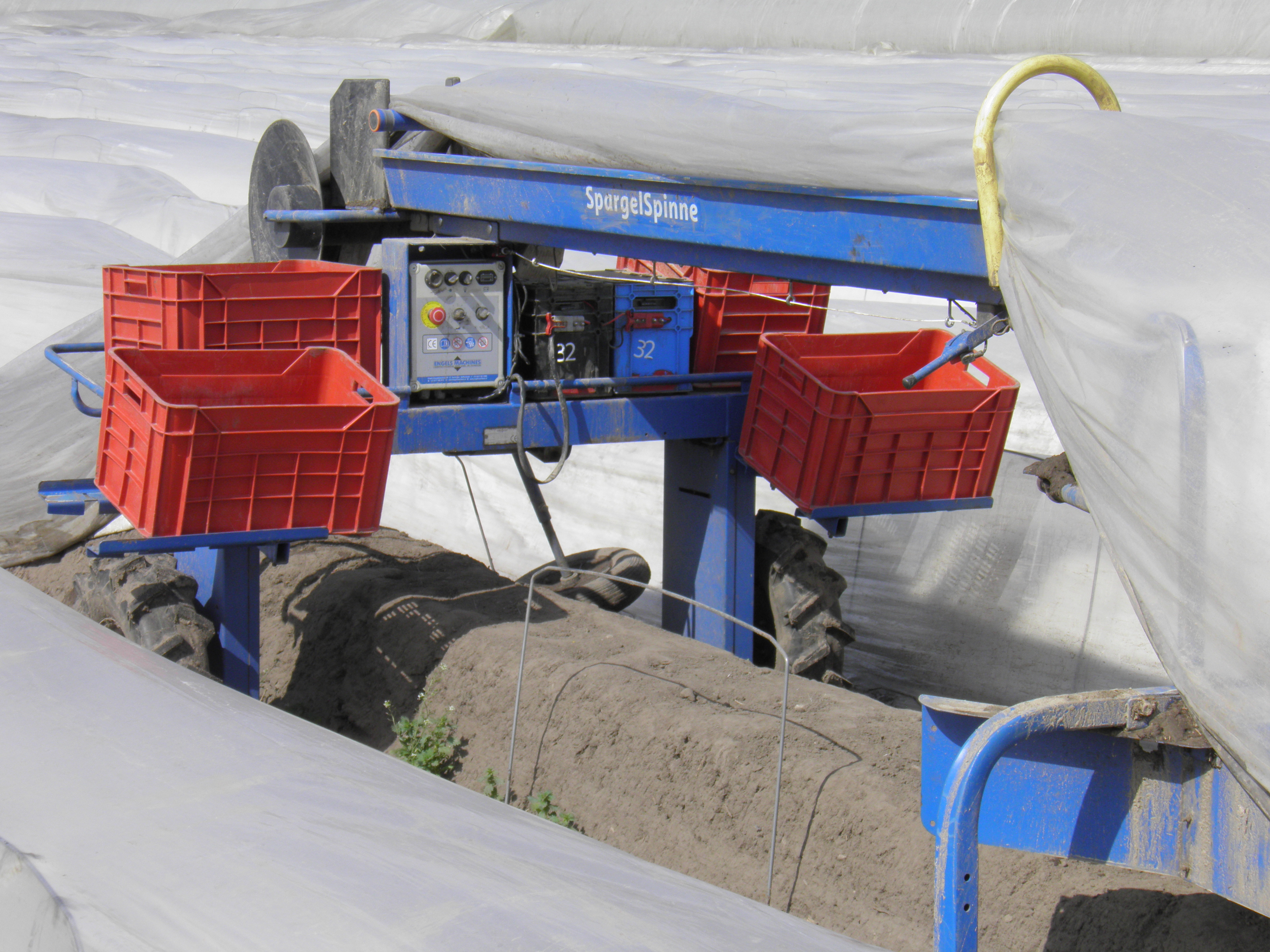
Récolteuse d'asperges.

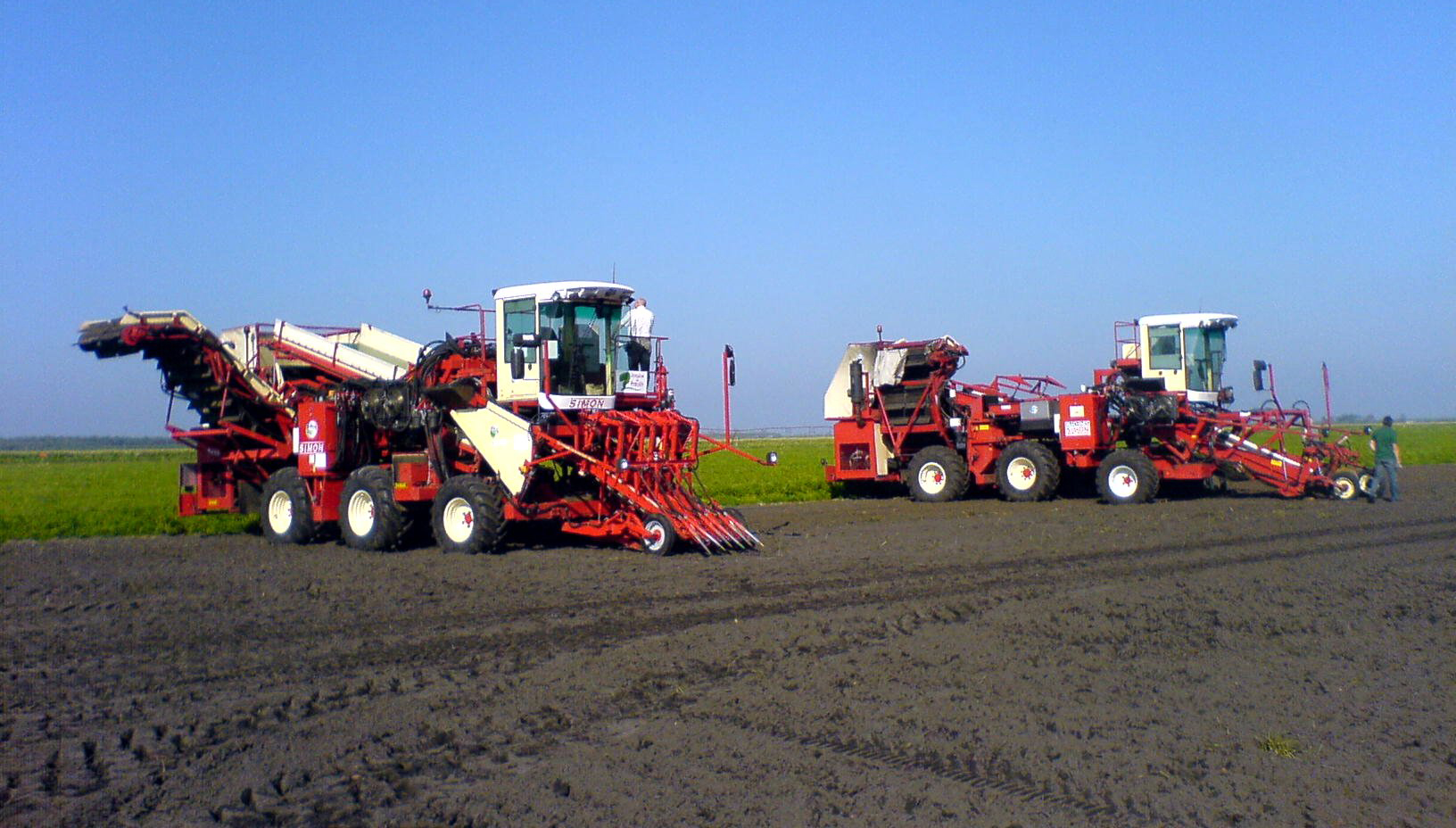
Récolteuses de carottes.

Il existe de très nombreux types de récolteuse adaptés à chaque culture : asperges, radis, carottes, poireaux, haricots verts, petits pois, petits fruits, jeunes pousses (salades, herbes condimentaires, épinards), légumes-feuilles, fleurs, plantes à parfum, aromatiques et médicinales, plants à repiquer, etc. Certaines peuvent effectuer du tri, un conditionnement en cageots, palox ou une mise en bottes : récolteuse-lieuse d'ail…

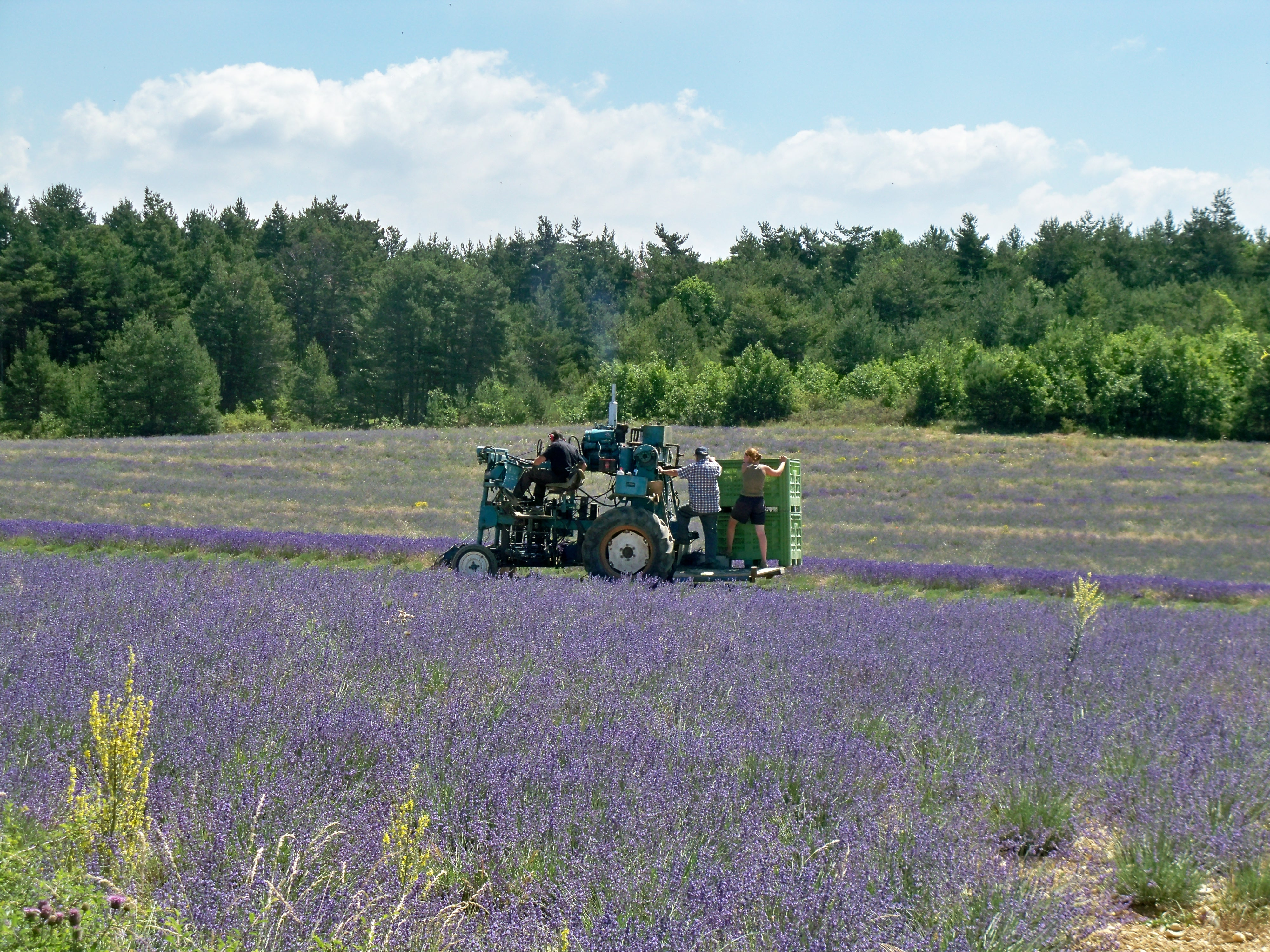
Récolteuse de lavande avec plate-forme pour l'assistance à la mise en palox, France, 2011.

Il reste que de nombreux légumes et fruits de qualité destinés à la consommation en frais ne peuvent être récoltés mécaniquement sous peine d'être endommagés. Pour ceux-ci, il peut exister des machines d'assistance à la récolte manuelle : chariot élévateur stockeur pour les fruits à noyaux, pommes, poires, sécateur électrique, etc.

## Jardins
- Récolteuse ou ramasseuse manuelle à pousser pour les fruits.

## Conchyliculture
Certains coquillages sont « cultivés » dans le sable des plages, des lagunes ou d'anciens marais salants, c'est-à-dire « semés » puis récoltés à l'aide d'un tracteur tirant une récolteuse, un peu à la façon de pommes de terre.
- Récolteuse de palourdes, clams, amandes de mer, coques, praires, vernis, couteaux, tellines[2],[3].

## Éléments de machine et outils d'usage général
- Faucheuse ou andaineuse pour les récoltes en deux temps et les gros fruits à terre.
- Barre de coupe
- Pick-up pour les tiges et tambours de chargement pour les gros fruits (ramassage à terre).
- Récolteuse-chargeuse ou remorque autochargeuse.
- Arracheuse et arracheuse-andaineuse.
- Trémie de stockage temporaire sur les machines.
- Palox : grandes caisses palettisables utilisées pour la manipulation des récoltes (fruits et légumes surtout).
- Séparateur plan
- Convoyeur à bande caoutchouc, permet une manipulation des produits relativement douce.
- Convoyeur à vis